# Stella d'Italia

La Stella d'Italia

La Stella d'Italia o Stellone d'Italia (en italiano: "Estrella de Italia" o "Gran Estrella de Italia") es el símbolo de identidad más antiguo de Italia. En los tiempos modernos ha estado asociada con la Italia Turrita, la representación alegórica de Italia.

## Origen
La mitología de la Stella d'Italia se remonta al siglo VI AC cuando el poeta Estesícoro, en su poema Iliupersis, crea la leyenda de Eneas. Escapando de Troya (capturada e incendiada por los griegos), Eneas decide regresar a Italia, la tierra de sus ancestros. Mientras navegaba por el mar, Eneas era guiado hacia las costas italianas por la estrella Stella Veneris.
Este relato fue reutilizado por Varrón y Virgilio, dando origen a la tradición política de "La estrella de César" y a la caracterización de Italia como Esperia, del nombre antiguo que los griegos le dieron. Ambas tradiciones están relacionadas con la estrella vespertina que identifica a Italia como "la tierra del atardecer, pero también a la estrella de la diosa Venus, que identifica a Italia como tierra de Eros, proclamada como tal por los poetas.

## Personificación nacional
En 1603, en la segunda edición de su tratado Iconologia, Cesare Ripa asoció el símbolo con la Italia Turrita, creando una versión moderna de la personificación alegórica de Italia: una mujer con una estrella en la cima de una corona mural. El tratado de Ripa inspiró a muchos artistas hasta los años 20. 
Durante el Risorgimento, la imagen alegórica de Italia se difundió a través de una gran iconografía de estatuas, frisos y objetos decorativos, guías turísticas, postales, grabados y revistas. También durante el Risorgimento, evocando el viaje de Eneas hacia las costas italianas, el patriota Giuseppe Mazzini mencionó de nuevo el mito de la estrella nacional que después fue recuperado por Cavour y los nuevos reyes de Saboya, la dinastía reinante de Italia. La casa reinante incluso trató de apoderarse de ella, sugiriendo que era la Stella Sabauda (la estrella de los Saboya), un patrón heráldico familiar no mencionado en ningún documento histórico anterior a la unificación de Italia.
En 1947, la Stella d'Italia se incluyó en el centro del emblema oficial de la República Italiana, dibujado por el diseñador Paolo Paschetto.

## Galería
|                                                                |
| La Stella d'Italia en una postal de la Primera Guerra Mundial. |

| |
| L’Italia turrita e stellata, escultura de 1861 ubicada en el Palacio Real de Nápoles. Hay una pequeña estrella en la corona. |

|                                                                                               |
| Lithografía del patriota italiano Ciro Menotti con la Stella d'Italia sobre su cabeza (1875). |

| |
| Monumento a la Expedición de los Mil en Quarto dei Mille, a las afueras de Génova. Hay una estrella coronando el monumento. |

|                                                                                           |
| El destructor italiano Andrea Doria (D 553) con la Stella d'Italia como mascarón de proa. |

|                                                                           |
| Escudo de Italia entre 1870 y 1890, con la estrella en la parte superior. |

|                                                                  |
| Emblema nacional de Italia, con la Stella d'Italia en el centro. |